# Дукаджини (род)
Дукаджини (алб. Dukagjinët) — один из самых важных знатных феодальных родов в средневековой Албании, были правителями одноимённым княжества Дукаджини.

## Происхождение
Название «Ducagini» происходит от латинского dux и распространённого албанского названия «Gjin». В 1281 году он упоминается впервые, с упоминанием Джина Танусио (ducem Qinium Tanuschum) with the mention of Gin Tanusio (ducem Qinium Tanuschum) или dux Ginius Tanuschus. Он упоминается как враг Анжуйского правления в Албании, который позже был захвачен и заключен в тюрьму за свои действия.
Человек с именем Дукаджини был упомянут в документе 1377 года в Дубровнике, как Nicolaus Tuderovich Duchaghi. Невозможно связать это лицо как родственника любого другого члена семьи Дукаджини. По словам Гиона Музаки, гербом семьи Дукаджини был Белый орел.

## История и ветви рода
Происхождение ветвей рода Дукаджини не совсем ясно. Согласно Гиббу, история семьи восходит к крестовым походам: имя Dukagjini произошло от Duka-Gjini, герцога Gjini (Jean), и название племени Дукаджини происходит от его основателя, нормандского дворянина, оставленного во время Крестовых походов, который поселился со своим народом в географическом пространстве Дукаджини, смешавшись с албанцами. В XV веке появляются источники для двух отдельных ветвей семьи Дукаджини. Представитель одного из филиалов, Георгий Дукаджини, появляется как владелец нескольких деревень недалеко от города Лежа, а также как командир отряда из 40 кавалеристов и 100 пехотинцев. Хотя Венецианский сенат принимал его услуги, веря в его преданность, он поддерживал правителя Зеты Балшу III и сражается против Венеции, когда Балша III захватил венецианские владения около Скутари . Георгий Дукаджини скончался до 1409 года. В 1409 году Венецианский сенат помиловал своего сына Николу (Nikollë) за деятельность его отца, основываясь на просьбе Димитрия Ионима.
Согласно хронике Гьона Музаки, у Георгия Дукаджини было три сына: Георгий, Тануш и Николай Дукаджини. Николай Первый упоминается в документе, датированном 1409 годом. В 1443 году он был участником Лежской лиги, как вассал Леки Захария. Уже в 1444 году Николай Дукаджини убил Лека Захарию и попытался захватить его уделом, но не смог захватить его, за исключением Сати и нескольких деревень без боя. После войны Скандербега с Венецией он подписал мирный договор с венецианцами. Вместе со многими другими албанскими дворянами (такими как Моис Арианити Големи, Пал Дукаджини и Хамза Кастриоти) он оставил силы Скандербега и перешёл нас трону Османской империи. Турки-османы позволили ему управлять 25 деревнями в Дебаре и 7 деревнями в Фанди. Николай Дукаджини умер до 1454 года . Его сыновья, Драга и Георгий Дукаджини, которые попали в засаду и были убиты около 1462 года, играли незначительные политические роли.
У рода Дукаджини была славянская канцелярия . Дукаджини оставались нейтральными во время Первой Скутарской войны (1405—1413). Они поддерживали сербского деспота Стефана Лазаревича во время Второй Скутарской войны вплоть до января 1423 года, когда они вместе с некоторыми другими дворянами были подкуплены венецианцами. Они не участвовали в военных действиях, но покинули ряды деспота Стефана. Венецианский адмирал Франческо Бембо предложил деньги Гьону Кастриоти, Дукаджини и Кодже Захарии в апреле 1423 года, чтобы присоединиться к венецианским силам против сербского деспотата, они отказались. Названия других ветвей рода Дукаджини упоминаются в документе Дубровника от 1387 года. Братья Лека и Пал Дукаджини описываются как владельцы Лежи, которые обеспечили свободный проход для рагузанских торговцев в их владениях.
У Пала Дукаджини (умер в 1393 году) было пять сыновей по имени Тануш (младший), Прогон, Пал (II), Андреа и Гьон Дукаджини. Пал II Дукаджини был убит в 1402 году в Далмации, когда он возвращался из Венеции. Прогон Дукаджини умер в 1394 году. В более позднем документе Тануш фигурирует как союзник Коджи Захарии и, по-видимому, умер где-то до 1433 года. Андреа Дукаджини умер в 1416 году, в то время как его брат Гьон Дукаджини стал священником и, по-видимому, умер в 1446 году.
У Лека Дукагджини было два сына, Прогон и Тануш (Младший) Дукаджини, и одна дочь, Боша, которая была замужем за Коджей Захарией. Прогон Дукаджини женился на дочери Карла Топии и, по-видимому, был убит в 1402 году, находясь на венецианской службе. Тануш (Младший) Дукаджини переехал в Шкодер со своей семьей, состоящей из двух сыновей Пала и Леки Дукагджини и двух дочерей, из которых мы знаем только одно имя — Кале. В 1438 году Тануш (Младший) Дукаджини поселился в Падуе и больше не упоминается в хрониках.
Его маленький сын, Лека Дукаджини (род. в 1420 году), не играл большой политической роли и упоминается в последний раз в 1451 году, как враг Венеции. Другой его сын Пал Дукаджини (1411—1458) участвовал в Лежской лиге и был союзником Скандербега. 21 октября 1454 года король Альфонсо V Неаполитанский сообщил Скандербегу, что Пал Дукаджини отправил к нему своих послов и объявил о своей верности и вассалитете неаполитанской короне. Исходя из этого, Альфонсо V присудил Палу Дукаджини 300 дукатов ежегодных ассигнований.
У Пала Дукаджини было четверо сыновей: Лека, Николай, Прогон и Георгий. Имя Георгия Дукаджини упоминается только один раз в исторических источниках, в то время как его брат Прогон умер до 1471 года. Два других брата, Лека и Николай Дукаджини, покинули Албанию после взятия турками-османами Скутари (Шкодера) в 1479 году, отправившись в Италию. Они вернулись на родину в 1481 году, пытаясь отвоевать свои бывшие владения у турок-османов. Один из их сыновей, Прогон Дукаджини, попытался сделать то же самое в 1501 году, но без особого успеха.
После того, как семья Дукаджини покинула Лежскую лигу в 1450 году, они вместе с семьей Арианити заключили мир с Османской империей и начали свои действия против Скандербега.
Некоторые из Дукаджини, по-видимому, бежали в Венецию вместе с другими венецианцами, когда они эвакуировали Шкодер, и Лука Дукаджини Duca di Pulato e dell stato Ducagino упоминается в Венеции в 1506 году.
Дукакинзаде Ахмед-паша, албанец Ахмед-паша Дукаджини (умер в марте 1515), ещё один потомок этой семьи, был албанским османским государственным деятелем. Он был великим визирем Османской империи с 1512 по 1515 год. Его сын, Дукакинзаде Мехмед-паша (по-турецки: Dukakinoğlu Mehmed Paşa), был губернатором египетского эялета с 1544 по 1546 год, пока его не казнили.

## Владения

### Имущество Пала и Николаса
Пал Дукаджини и его родственник Николас Дукаджини были первоначально подданными Леки Захарии, венецианского вассала, который имел владения вокруг Шкодера. Николай убил Лека, и Дукаджини продолжали править своими деревнями Buba, Salita, Gurichuchi, Baschina под венецианским вассалитетом. Пал и Николай Дукаджини были членами Лежской лиги, военного союза албанских князей, созданного в 1444 году Скандербегом, чтобы защитить Албанию от Османской империи. В 1450 году Пал и Николас Дукаджини оставили Лежскую лигу и объединились с османами против Скандербега.